# TV Correio
TV Correio é uma estação de televisão brasileira de João Pessoa, capital do estado da Paraíba. Opera no canal 12 (17 UHF digital) e é afiliada à Record. A emissora pertence ao Sistema Correio de Comunicação, de propriedade do ex-senador Roberto Cavalcanti, do qual também fazem parte o jornal Correio da Paraíba, a TV Maior, a rede de rádio Correio Sat e o Portal Correio.

## História
Em fevereiro de 1986, o Sistema Correio implantou uma retransmissora (RTV) no canal 13 VHF com o sinal da antiga Rede Manchete. Em 8 de março de 1991, o sinal da Rede Manchete é substituído pela Rede Bandeirantes, que estava ausente de João Pessoa desde 1987. A Rede Manchete transferiu-se no mesmo ano para o canal 5 VHF da então recém inaugurada TV Tambaú. Com a transferência para a Rede Bandeirantes, o Sistema Correio decidiu mudar de modalidade da emissora de repetidora para geradora de TV.
A TV Correio entrou no ar em 1º de dezembro de 1992, como afiliada da Rede Bandeirantes. Nos primeiros anos, o sinal da TV Correio restrito a alguns municípios que recebiam o sinal gerado em João Pessoa. Nessa primeira fase, a TV Correio produz alguns programas locais como Tony Show, Tânia Maia e Você, dentre outros.
Em meados de 1996, a TV Correio instala uma repetidora na cidade de Campina Grande no canal 13 VHF e ao mesmo tempo aumenta a potência do seu transmissor, obrigando assim a emissora a se mudar do canal 13 para o canal 12 VHF para não interferir nos canais 13 de Natal (TV Ponta Negra) e Recife (TV Globo Nordeste). Ainda em 1996 inicia-se a expansão do sinal para o interior e muda o padrão de gravação para Betacam Digital.
Em 1 de janeiro de 1998, a TV Correio deixa de retransmitir a Rede Bandeirantes e passa a integrar a Rede Record.
Em 2020, durante a pandemia da COVID-19, a emissora encerra a produção do jornalístico policial Cidade Alerta Paraíba e demite toda a sua equipe.
Em 26 de fevereiro de 2021, a TV Correio saiu do ar durante a manhã devido as fortes chuvas em João Pessoa. O sinal foi normalizado às 11h40, transmitindo temporariamente os programas da Record São Paulo.

## Sinal digital
| Canal virtual | Canal digital | Proporção de tela | Programação                                  |
| ------------- | ------------- | ----------------- | -------------------------------------------- |
| 12.1          | 17 UHF        | 1080i             | Programação principal da TV Correio / Record |

A emissora iniciou suas transmissões digitais em 24 de outubro de 2011, através do canal 17 UHF, em caráter experimental. Em 27 de fevereiro de 2012, a emissora lançou oficialmente o seu sinal digital, e em 21 de janeiro de 2013, passou a transmitir sua programação em alta definição. Em 7 de março de 2024, a TV Correio passou a transmitir o sinal dela por satélite.

### Transição para o sinal digital
Com base no decreto federal de transição das emissoras de TV brasileiras do sinal analógico para o digital, a TV Correio, bem como as outras emissoras de João Pessoa, cessou suas transmissões pelo canal 12 VHF em 30 de maio de 2018, seguindo o cronograma oficial da ANATEL.